# Taleb Larbi
Taleb Larbi è un comune dell'Algeria, situato nella provincia di El Oued.